# Ligusticum nepalense
Ligusticum nepalense är en flockblommig växtart som beskrevs av David Don. Ligusticum nepalense ingår i släktet strandlokor, och familjen flockblommiga växter. Inga underarter finns listade i Catalogue of Life.